# Darcy Kuemper
Darcy Kuemper, född 5 maj 1990, är en kanadensisk professionell ishockeymålvakt som spelar för Los Angeles Kings i National Hockey League (NHL). Han draftades av Minnesota Wild i sjätte rundan som 161:e totalt vid NHL Entry Draft 2009 och har även spelat i NHL för Arizona Coyotes, Colorado Avalanche och Washington Capitals. Kuemper vann Stanley Cup med Avalanche 2022.